# Мічуринський (Брянська область)
Мічуринський (рос. Мичуринский) — селище в Брянському районі Брянської області Російської Федерації.
Населення становить 4525 осіб. Входить до складу муніципального утворення Мічурінське сільське поселення.

## Історія
Від 2005 року входить до складу муніципального утворення Мічуринське сільське поселення.

## Населення
| 2010 | 2012  | 2013  |
| ---- | ----- | ----- |
| 2576 | ↗2589 | ↗2590 |